# پورت مانماوت (نیوجرسی)
پورت مانماوت (به انگلیسی: Port Monmouth) یک منطقهٔ مسکونی در ایالات متحده آمریکا است که در میدلتاون، نیوجرسی واقع شده‌است. پورت مانماوت ۳٫۴۷۷ کیلومتر مربع مساحت و ۳٬۸۱۸ نفر جمعیت دارد و ۳ متر بالاتر از سطح دریا واقع شده‌است.